# Paradoxapseudes edgari
Paradoxapseudes edgari is een naaldkreeftjessoort uit de familie van de Apseudidae. De wetenschappelijke naam van de soort is voor het eerst geldig gepubliceerd in 2008 door Gutu.